# Perkins County, Nebraska
Perkins County är ett administrativt område i delstaten Nebraska, USA, med 2 970 invånare. Den administrativa huvudorten (county seat) är Grant.

## Geografi
Enligt United States Census Bureau så har countyt en total area på 2 290 km². 2 287 km² av den arean är land och 3 km² är vatten. 

### Angränsande countyn
- Lincoln County - öster
- Hayes County - sydost
- Chase County - syd
- Phillips County, Colorado - sydväst
- Sedgwick County, Colorado - väster
- Keith County - norr